# Pseudopalicus sexlobatus
Pseudopalicus sexlobatus is een krabbensoort uit de familie van de Palicidae. De wetenschappelijke naam van de soort is voor het eerst geldig gepubliceerd in 1969 door Kensley.